# Pathos de Sétungac
Pathos de Sétungac est une série de bandes dessinées créée en 1963 dans le journal Record par Eddy Paape (dessin) et Victor Hubinon (scénario). Pathos de Sétungac en est le personnage principal.

## Contexte
Hubinon avait une reconnaissance particulière pour deux autres dessinateurs qui étaient devenus ses amis : Jijé et Eddy Paape. 
« Je ne fais jamais confiance. Sauf en Paape. »
Ces auteurs avaient déjà eu l’occasion de travailler ensemble, l'un reprenant la série de l’autre, ce fut le cas pour Blondin et Cirage, ou terminant les planches du copain débordé. Hubinon avait déjà pratiqué le scénario antérieurement, et il le fera encore plus tard, mais toujours de manière épisodique : « J’aime beaucoup faire du scénario mais dans l’humoristique. Je ne me prends pas suffisamment au sérieux pour faire un scénario réaliste. »
Pathos de Sétungac, seule bande comique de Paape et l’une des rares de Hubinon en tant que scénariste, est parue dans le mensuel pour enfants Record, qui avait été lancé en 1962 par la Bonne Presse, en association avec l'éditeur Dargaud, et qui succédait à l’hebdomadaire Bayard. La série Iznogoud s'avèrera être la création la plus célèbre et la plus durable de la revue, mais d’autres bandes dessinées fort estimables composaient le mensuel.
Cette parodie des mousquetaires est composée d’une histoire à suivre et de trois histoires complètes. Pas de quoi créer une légende. Pourtant le dessin de Paape dans le genre comique est réellement intéressant et on aurait aimé en voir plus. Quant au scénario d’Hubinon, il reste très honnête même s’il ne faut pas le comparer à ceux de Goscinny à pareille époque.

## Publications

### 1963
- # 23 à 25 	Au service du Roy (30 planches)[4]

### 1964
- # 27		Alerte à la frontière ! (10 planches)
- # 29		À la Bastille ! (10 planches)

### 1965
- # 42		Le voleur de Notre-Dame (10 planches)

## Albums
1. Au Service du Roy (2006-Jd Éditions). Reprend l’histoire à suivre[5].
2. Derniers Services au Roy (2007- Jd Éditions) Reprend les trois récits complets.